# França nos Jogos Olímpicos de Inverno de 1964
A França participou dos Jogos Olímpicos de Inverno de 1964 em Innsbruck, na Áustria.
A equipe olímpica francesa conseguiu 7 medalhas (3 de ouro e 4 de prata) ficando em quinto lugar no quadro geral de medalhas.

## Lista de medalhas francesas

### Medalhas de ouro
| Esporte              | Modalidade         | Atletas             | Performance |
| Medalhas de ouro : 3 |                    |                     |             |
| Esqui alpino         | Slalom (F)         | Christine Goitschel |             |
| Esqui alpino         | Slalom gigante (F) | Marielle Goitschel  |             |
| Esqui alpino         | Slalom gigante (M) | François Bonlieu    |             |

### Medalhas de prata
| Esporte               | Modalidade         | Atletas             | Performance |
| Medalhas de prata : 4 |                    |                     |             |
| Patinação artística   | Masculino          | Alain Calmat        |             |
| Esqui alpino          | Slalom (F)         | Marielle Goitschel  |             |
| Esqui alpino          | Slalom gigante (F) | Christine Goitschel |             |
| Esqui alpino          | Descida (M)        | Léo Lacroix         |             |

### Medalhas de bronze
| Esporte                | Modalidade | Atletas | Performance |
| Medalhas de bronze : 0 |            |         |             |